# Augustin Kahles
Augustin Kahles, též August Kahles (23. října 1823 Nesměřice – 2. května 1903 Křivsoudov), byl rakouský politik české národnosti z Čech, poslanec Českého zemského sněmu.

## Biografie
V 50. letech 19. století je uváděn jako vlastník dvora v Jenišovicích. Přispíval tehdy do fondu Českého musea na vydávání českých knih.
Dne 7. září 1851 se v Křivsoudově oženil s Anastasií Fischerovou.
Působil od roku 1867 jako statkář v Křivsoudově. V letech 1869–1870 byl tamním starostou. Od roku 1880 byl okresním starostou v Dolních Kralovicích (v letech 1884–1890 zasedal v tamním okresním výboru). Patřil k staré generaci českých vlastenců. Mezi jeho osobní přátele patřili Karel Sladkovský, František Ladislav Rieger či Grégr. Byl bezdětný a dříve i relativně zámožný. Později utrpěl značnou finanční ztrátu. Požíval úcty v domovském regionu. Ačkoliv patřil mezi staročechy, ocenily ho mladočeské Národní listy po jeho smrti jako člověka, který přátel měl mnoho a tím též i dosti protivníků, kteréž však svým rozhledem a bohatými zkušenostmi odzbrojoval.
V 60. letech se zapojil i do vysoké politiky. V zemských volbách v lednu 1867 byl zvolen na Český zemský sněm, kde zastupoval kurii venkovských obcí, obvod Ledeč, Dolní Kralovice. Mandát zde obhájil ve volbách v březnu 1867.
V srpnu 1868 patřil mezi 81 signatářů státoprávní deklarace českých poslanců, v níž česká politická reprezentace odmítla centralistické směřování státu a hájila české státní právo. V rámci tehdejší pasivní rezistence, praktikované Národní stranou (staročeskou) mandát zemského poslance přestal vykonávat a byl ho v září 1868 zbaven pro absenci, načež byl opakovaně manifestačně zvolen v doplňovacích volbách v září 1869. Mandát získal i v řádných zemských volbách roku 1870 a zemských volbách roku 1872. V rámci tehdejší obnovené pasivní rezistence mandát přestal vykonávat a byl zbaven mandátu pro absenci, načež byl opakovaně manifestačně volen v doplňovacích volbách. Takto uspěl v doplňovacích volbách roku 1873, stejně jako v doplňovacích volbách roku 1874, po nichž ale byla jeho volba anulována na základě nesrovnalostí ohledně jeho pasivního volebního práva. Dále byl zvolen v doplňovacích volbách roku 1875, doplňovacích volbách roku 1876 a doplňovacích volbách roku 1877. Aktivně se mandátu na sněmu ujal po řádných zemských volbách roku 1878. I tehdy patřil ke staročeské straně. Uspěl i v zemských volbách roku 1883. Za staročechy neúspěšně kandidoval i v zemských volbách roku 1889, porazil ho ovšem nezávislý český kandidát František Krajíc.
Zemřel 2. května 1903 ve věku 79 let. Pohřben byl 5. května 1903 v Křivsoudově.